# A Pair of Pianos
A Pair of Pianos è un album di John Mehegan e Eddie Costa con Vinnie Burke, pubblicato dalla Savoy Records nel 1955.
I brani dell'ellepì furono registrati il 15 novembre del 1955 al Rudy Van Gelder Studio di Hackensack, New Jersey (Stati Uniti).

## Tracce
Lato A
1. I'll Remember April – 5:36 (Gene De Paul, Patricia Johnston, Don Raye)
2. Laura – 4:15 (Johnny Mercer, David Raksin)
3. All of You – 3:16 (Cole Porter)
4. Easy Living – 4:31 (Ralph Rainger, Leo Robin)
5. Intermission Blues – 1:16

Durata totale: 18:54
Lato B
1. Cheek to Cheek – 4:09 (Irving Berlin)
2. Mambo Inn – 4:45
3. Blues for a Set – 7:23

Durata totale: 16:17

## Musicisti
- John Mehegan - primo pianoforte
- Eddie Costa - secondo pianoforte
- Vinnie Burke - contrabbasso